# Boserupgård Naturcenter

Boserupgård Naturcenter ligger i Boserup Skov nær Roskilde. Naturcentret blev åbnet 12. juni 2013 og er Roskilde Kommunes udviklingscenter for udeskole og naturvejledning.
Det er Naturstyrelsen, der ejer skoven og bygningerne, mens det er Roskilde Kommune, der driver aktiviteterne.
Boserupgård Naturcenter tilbyder skræddersyet undervisningsforløb til Roskilde Kommunes skoler og har hvert år flere velbesøgte offentlige arrangementer.
Boserupgård Naturcenter består af et formidlingsafsnit, et traktørsted og en skovhjælperordning. Traktørstedet og skovhjælperordningen er bemandet af udviklingshæmmede og hører under Roskilde Kommunes Center for Handikap.